# Sammy Langat
Pour les articles homonymes, voir Langat.
Sammy Kibet Langat (né le 24 janvier 1970) est un athlète kényan, spécialiste du 800 mètres. 

## Biographie
Il remporte le titre du 800 m lors des championnats d'Afrique de 1993, à Durban en Afrique du Sud, devant son compatriote Paul Ruto et le Burundais Arthémon Hatungimana.
Son record personnel sur la distance, établi le 14 août 1996 à Zurich, est de 1 min 43 s 26.

### Palmarès
| Date | Compétition            | Lieu   | Résultat | Épreuve | Performance   |
| ---- | ---------------------- | ------ | -------- | ------- | ------------- |
| 1993 | Championnats d'Afrique | Durban | 1er      | 800 m   | 1 min 45 s 43 |

### Records
| Épreuve | Performance   | Lieu   | Date         |
| ------- | ------------- | ------ | ------------ |
| 800 m   | 1 min 43 s 26 | Zurich | 14 août 1996 |